# 古屋明信
古屋 明信（ふるや あきのぶ 、1937年11月3日 - ）は、元NHKのエグゼクティブアナウンサー。現在はNHK放送研修センター・日本語センター所属。

## 人物
出生地は中国・上海。東京都立千歳高等学校、早稲田大学卒業。1962年にアナウンサーとしてNHKに入局。宮崎→金沢→福岡→名古屋の各局を歴任し、1982年から東京放送センター勤務。現役時代は主にスポーツ中継を担当、落ち着いたトーンで今の絶叫型アナウンサーの対極にある名アナウンサーだった。また、NHKテレビ最初のスポーツニュース番組を担当したアナウンサーのひとりである。
定年後はBS・ラジオのニュース番組（ラジオ放送の場合、深夜帯ではラジオ深夜便内の定時ニュース。昼間の時間帯では国際放送NHKワールド・ラジオ日本の日本語ニュースや海外安全情報を随時。）担当などで活動するほか、日本語センターでは話し言葉の講師を務めている。

## 出演番組
- 各種スポーツ中継
- きょうのスポーツとニュース（土日、1984年度）
- 私の定年戦略（1995年度）
- ラジオニュース（ラジオ第1・FM・国際放送）
- 字幕キャスター（リアルタイム字幕放送）
- ラジオ深夜便
- BSニュース50
- 着信御礼!ケータイ大喜利（回答読み上げゲスト）